# Liste des gares de la wilaya de Sidi Bel Abbès
La liste des gares de la wilaya de Sidi Bel Abbès, est une liste des gares ferroviaires situées dans la wilaya de Sidi Bel Abbès, en Algérie.

## Gares ferroviaires dans la wilaya
La wilaya de Sidi Bel Abbès compte 18 gares dont cinq fermées ou disparues. Les gares en service sont exploitées par la Société nationale des transports ferroviaires (SNTF).
| Gare                     | Commune            | Lignes                                              | Remarques   |
| ------------------------ | ------------------ | --------------------------------------------------- | ----------- |
| Gare de Aïn El Berd      | Aïn el Berd        | Oued Tlelat à Béchar                                |             |
| Gare de Ben Badis        | Ben Badis          | Tabia à Akid Abbes                                  | Gare fermée |
| Gare de Boukhanafis      | Boukhanafis        | Oued Tlelat à Béchar                                |             |
| Gare d'El Haçaiba        | El Haçaiba         | Oued Tlelat à Béchar Tabia à Crampel                | Gare fermée |
| Gare de Moulay Slissen   | Moulay Slissen     | Oued Tlelat à Béchar Moulay Slissen à Saïda         |             |
| Gare d'Ouled Ali         | Aïn el Berd        | Oued Tlelat à Béchar                                |             |
| Gare des Pins            | El Haçaiba         | Oued Tlelat à Béchar Tabia à Crampel                | Gare fermée |
| Gare de Ras El Ma        | Ras El Ma          | Oued Tlelat à Béchar                                |             |
| Gare de Redjem Demouche  | Redjem Demouche    | Oued Tlelat à Béchar                                |             |
| Gare de Sidi Ali Benyoub | Sidi Ali Benyoub   | Oued Tlelat à Béchar                                |             |
| Gare de Sidi Bel Abbès   | Sidi Bel Abbès     | Oued Tlelat à Béchar                                |             |
| Gare de Sidi Brahim      | Sidi Brahim        | Oued Tlelat à Béchar                                |             |
| Gare de Sidi Hamadouche  | Sidi Hamadouche    | Oued Tlelat à Béchar Sainte-Barbe-du-Tlélat à Oujda | Gare fermée |
| Gare de Sidi Khaled      | Sidi Khaled        | Oued Tlelat à Béchar                                |             |
| Gare de Sidi Lahcene     | Sidi Lahcene       | Oued Tlelat à Béchar                                |             |
| Gare de Tabia            | Tabia              | Oued Tlelat à Béchar Tabia à Akid Abbes             |             |
| Gare de Taffamane        | Chettouane Belaila | Tabia à Akid Abbes                                  | Gare fermée |
| Gare de Telagh           | Telagh             | Oued Tlelat à Béchar                                |             |

| \| Aïn El Berd Boukhanafis El Haçaiba Moulay Slissen Ouled Ali Ras El Ma Redjem Demouche Sidi Ali Benyoub Sidi Bel Abbès Sidi Brahim Sidi Hamadouche Sidi Khaled Sidi Lahcene Tabia Telagh \| Localisation des gares de la wilaya de Sidi Bel Abbès |
| Aïn El Berd Boukhanafis El Haçaiba Moulay Slissen Ouled Ali Ras El Ma Redjem Demouche Sidi Ali Benyoub Sidi Bel Abbès Sidi Brahim Sidi Hamadouche Sidi Khaled Sidi Lahcene Tabia Telagh                                                             |

## Lignes ferroviaires dans la wilaya
La wilaya est traversée par trois lignes : 
- la ligne de Oued Tlelat à Béchar ;
- la ligne de Moulay Slissen à Saïda ;
- la ligne de Tabia à Akid Abbes.